# Cooperativa Italiana Doppiatori
La Cooperativa Italiana Doppiatori, spesso abbreviata in C.I.D., è stata una società di doppiaggio italiana.

## Storia
Nasce nel 1952 per iniziativa di alcuni doppiatori e direttori del doppiaggio, tra i quali Renato Cominetti, Riccardo Cucciolla e Francesco Sormano. Fu una delle società più attive di quegli anni per numero di film doppiati, anche se lavorava principalmente su pellicole italiane, tra cui Le notti di Cabiria, I soliti ignoti, Il sorpasso e L'armata Brancaleone.

## Gli attori soci

### Anni Cinquanta e sessanta
Nel primo periodo i doppiatori soci rimasero gli stessi, dopodiché, in una seconda fase, alcuni di essi riuscirono ad approdare alla CDC, società che doppiava i film dei grandi divi americani. Essi furono: Carlo Baccarini, Adriana Asti, Dante Biagioni, Nino Dal Fabbro, Isa Di Marzio, Paolo Ferrari, Corrado Gaipa, Gabriella Genta, Antonio Guidi, Enzo Liberti, Giuliana Lojodice, Giancarlo Sbragia, Alessandro Sperlì, Valeria Valeri, oltre a Giorgio Piazza, proveniente dalla CDC, che ricoprì per alcuni anni la carica di presidente della società.

### L'attor giovane
Sin dalla sua nascita la società aveva degli appositi attori che doppiavano molto spesso i protagonisti, quando essi erano giovani, ed erano in pochi ad avere quel ruolo, i cosiddetti "attor giovani". Essi erano inizialmente Riccardo Garrone, Carlo Hintermann e Nino Manfredi, dopodiché, a causa dell'abbandono della società di questi a causa di impegni cinematografici e teatrali, subentrarono loro Renato Izzo e Paolo Modugno negli stessi ruoli, anche se nel giro di pochi anni Modugno venne sostituito da Pino Colizzi.
Negli anni successivi, per quanto riguarda l'attore protagonista, vi furono molti nuovi ingressi, causati dal maggior lavoro, come Claudio Sorrentino, Gil Baroni, Antonio Colonnello e Giuliano Persico.

### Gli anni settanta e la chiusura
Nel 1970 la società vede nuovi ingressi di doppiatori, tra cui Sergio Rossi, Max Turilli, Dario Penne, Roberto Bertea, Silvano Tranquilli, e le giovani attrici Angiola Baggi e Rossella Izzo. 
Chiude per fallimento nel 1976; alcuni soci si ritirano, e molti di essi passano alla DEFIS.